# سرو لاس تورتولاس
سرو لاس تورتولاس (به اسپانیایی: Cerro Las Tórtolas) یک کوه در شیلی است که در استان سان خوآن، آرژانتین واقع شده‌است. سرو لاس تورتولاس ۶٬۱۶۰ متر بالاتر از سطح دریا واقع شده‌است.